# Arattana (administrativ by, lat 7,38, long 80,74)
Arattana är en administrativ by i Sri Lanka.   Den ligger i provinsen Centralprovinsen, i den centrala delen av landet, 110 km nordost om huvudstaden Colombo.